# 李健 (1949年)
李健（1949年1月—），原籍安徽蒙城，生于江苏苏州，中国教育家，制造工程和管理工程领域学者，曾任武汉大学党委书记，第十一届全国人大代表。

## 生平
2004年至2008年任擔中南大学党委书记。2008年从中南大学到武大接替顾海良出任武大党委书记。
2013年因年龄原因卸任武汉大学党委书记。